# Phòng Thành Giang
Phòng Thành Giang, trước thế kỷ 20 có tên là An Nam Giang (安南江, phiên âm trong các bản đồ cổ là Ngan-nan Kiang) hay Dương Hà, theo các sách dư địa chí cổ Trung Quốc thì sông có tên là sông Thiếp Lãng (Thiếp Lãng Giang 貼朗江) (bờ tây sông có động Chiêm Lãng), còn theo sách địa chí cổ Việt Nam thì sông có tên là sông Thác Đầm, là con sông thuộc địa cấp thị Phòng Thành Cảng tỉnh Quảng Tây Trung Quốc. Từ trước năm 1887, trước khi có công ước Pháp-Thanh sông này là đoạn biên giới cực đông của tỉnh Quảng Yên Việt Nam (Đại Việt, Đại Nam) với tỉnh Quảng Đông của Trung Hoa. 

## Địa lý
Phòng Thành Giang bắt nguồn từ hướng tây bắc trên dãy núi Thập Vạn Đại Sơn tại hương Phù Long (扶隆) thuộc quận Phòng Thành thành phố Phòng Thành Cảng, chảy sang phía đông qua các trấnː Đại Lục (大菉), Hoa Thạch (华石), Phòng Thành (防城镇) của quận Phòng Thành. Đến trấn Phòng Thành thì sông này chuyển dòng chảy theo hướng nam qua quận Cảng Khẩu thành phố Phòng Thành Cảng đổ ra vũng cùng tên kề phía đông mũi Bạch Long Vĩ tức bán đảo Bạch Long (白龍尾, Cap Pak-lung), trên vịnh Bắc Bộ. Mũi Bạch Long Vĩ nay thuộc địa bàn hương Giang Sơn quận Phòng Thành.

## Lịch sử
Trong Lịch triều hiến chương loại chí, Phan Huy Chú viết về sông An Nam Giang như sauː Phía đông (phủ Hải Đông), có cửa biển giáp giới với châu Khâm tỉnh Quảng Đông. Cách đó một trăm dặm (khoảng 45 km) là đỉnh núi Phân Mao (分茅嶺), chỗ nam bắc chia bờ cõi từ trước. (chữ Hán:海門之東卽與廣東欽州接界。去數百里是爲分茅嶺, 乃南北分疆處。) ... Tuần (trạm thuế quan) An Lương ở xã An Lương châu Vạn Ninh, dòng sông từ Bạch Long Vĩ (白龍尾, Cap Pak-lung) chảy qua xã Minh Quí đến tuần này, lại có một tuần nhánh ở xã Vạn Xuân châu Vạn Ninh.
Đại Nam nhất thống chí chép rằngː "Đảo Bạch Long Vĩ ở cách châu Vạn Ninh 69 dặm về phía đông. An Nam chí chépː đầu giữ vách đá, đuôi chặn biển, thuyền bè đi lại phần nhiều bị sóng gió ngăn trở. Gần đấy khoảng 1 dặm có kênh Phật Đào (hay Tiên Đào), liền địa giới Khâm Châu. Tương truyền trước có người muốn đào để thông đường (thủy) châu Giao và châu Quảng, công việc nửa chừng thì bỏ. Nhà Minh đặt ty Tuần kiểm, lại đặt trạm nhỏ."
"Sông Thác Đầm ở xã An Lương phía đông châu, nguồn từ động Tư Lặc nước Thanh chảy vào cầu Thiên Nam xã An Lương thuộc địa giới châu, chảy về phía đông ven theo địa giới nước Thanh 7 dặm, chia làm 2 chiː một chi chảy về nam 1 dặm, một chi chảy về nam theo phía tây núi Bạch Long Vĩ dài 11 dặm đổ ra biển."
Sách Hoàng Việt nhất thống dư địa chí của Lê Quang Định viếtː "Từ cửa Tả trấn thành, thuộc huyện An Hưng (tức Yên Hưng) phủ Hải Đông đi đường bộ 14891 tầm 2 thước, đến cầu Thiên Nam, giáp địa giới Khâm Châu của Trung Quốc... (Trong đó từ cửa Tả trấn thành đi) 11722 tầm, đường đi khá bằng phẳng, bên phải là rừng núi liền nhau, bên trái là cát đá ven biển, đến phố An Lương, hai bên phố nhà ngói liền nhau nhưng nay hơi điêu tàn, chỉ còn người Hoa ở lại buôn bán, phía phải phố này có đồn cũ, bên trái có sông nhỏ, đi lên ngả thượng lưu thì đến đầu nguồn động Nà Tô của Trung Quốc, đi xuống đến cửa biển Bạch Long Vĩ, thêm 1364 tầm,  đường đi gập ghềnh, hai bên đều là rừng núi xen nhau, đến cầu Thiên Nam giáp đầu địa giới Khâm Châu của Trung Quốc... Từ cửa hữu trấn thành An Quảng, trước sông Khe Chanh (theo đường thủy đi 81.077 tầm đến cửa biển Bạch Long Vĩ... (Trong đó) 5700 tầm, bên trái là dân cư vạn Mễ Sơn, bên phải là biển lớn, có dãy núi đất, trên núi ấy có ngôi miếu cổ, đến cửa Bạch Long Vĩ."

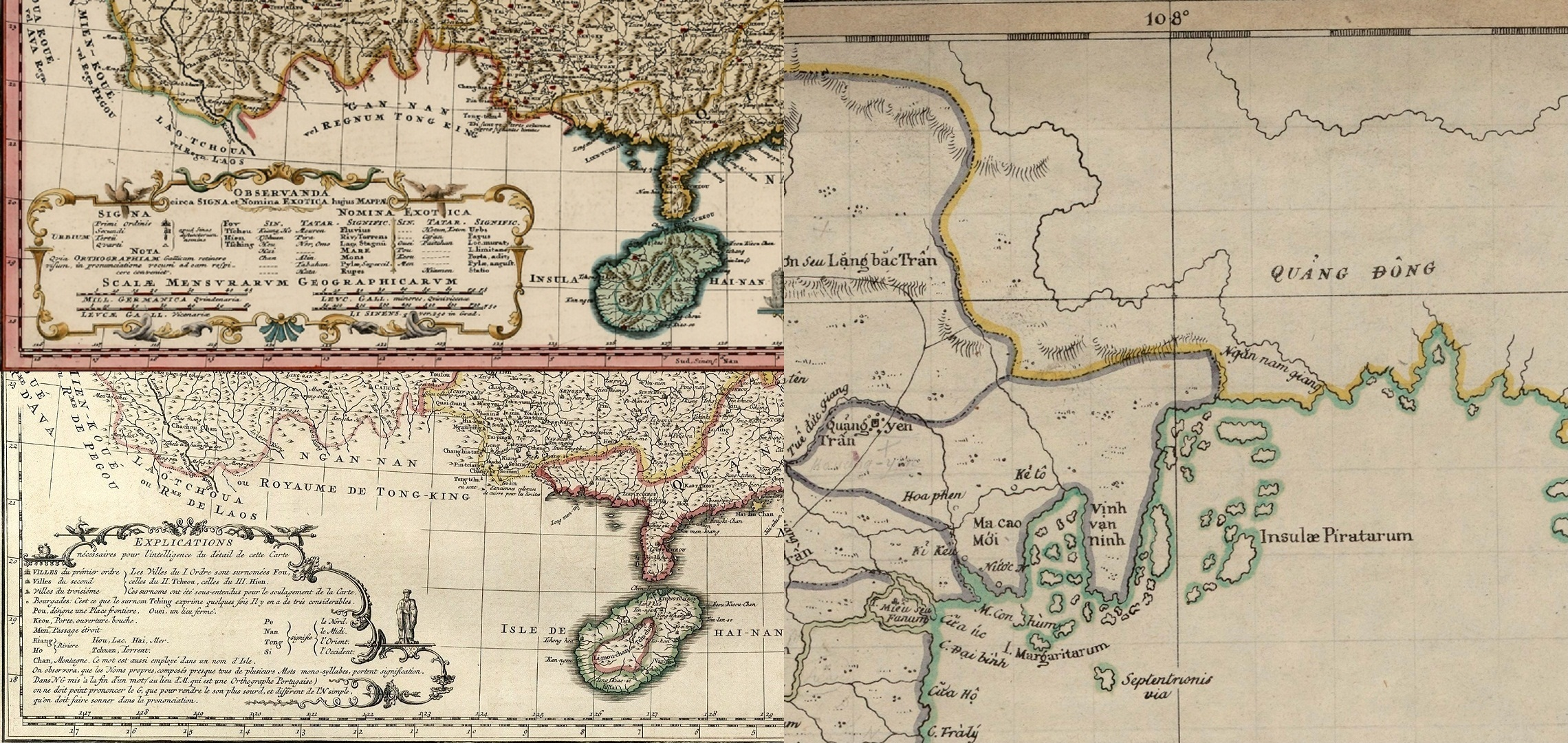
Sông An Nam Giang là biên giới của Việt Nam-Trung Hoa trước năm 1887, trong các bản đồ cổ của người phương Tây những năm 1737, 1740, 1839.
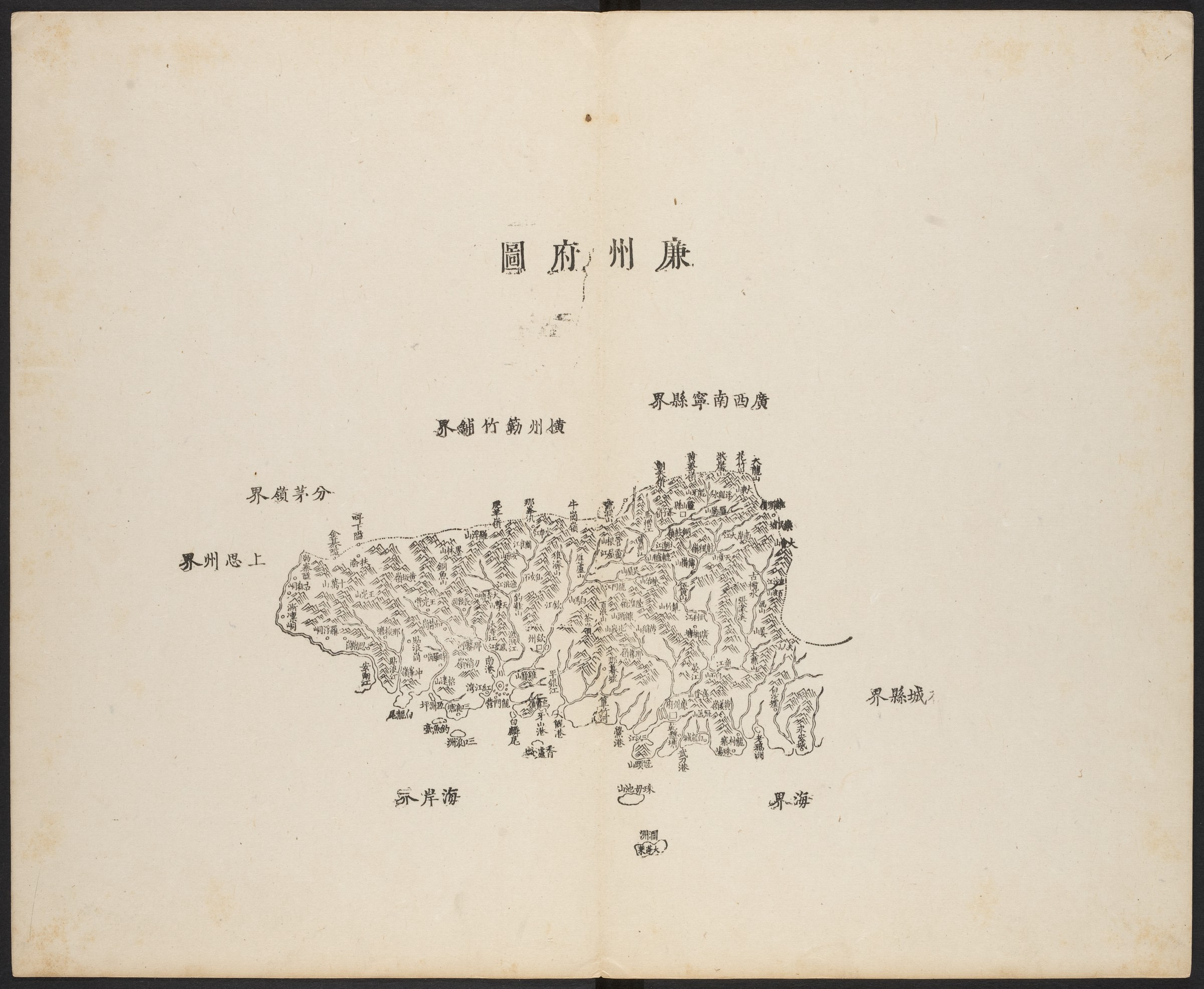
Bản đồ phủ Liêm Châu tỉnh Quảng Đông khi Khang Hy Nhà Thanh (1662-1722). Từ tây sang đông dọc theo bờ biển là An Nam Giang (安南江), Thiếp Lang Giang (貼浪江), Phòng Thành Giang (không có dấu vết), Phượng Hoàng Giang (鳳皇江), Ngư Hồng Giang (漁洪江), Khâm Giang (欽江), Bình Ngân Giang (平銀江), Đan Trúc Hà (簞竹河) và Tam Xá Giang (三汊江). Ở thượng nguồn Thiếp Lang Giang có đàng Nà Thoa (那梭塘, hôm nay chắn Nà Thoa 那梭鎮), ở phía Đông Thiếp Lang Giang có mũi Bạch Long Vĩ (白龍尾). Trong bản đồ này Đại Trực Giang (大直江) bị nhầm là "Đại Tự Giang" ("大寺江").
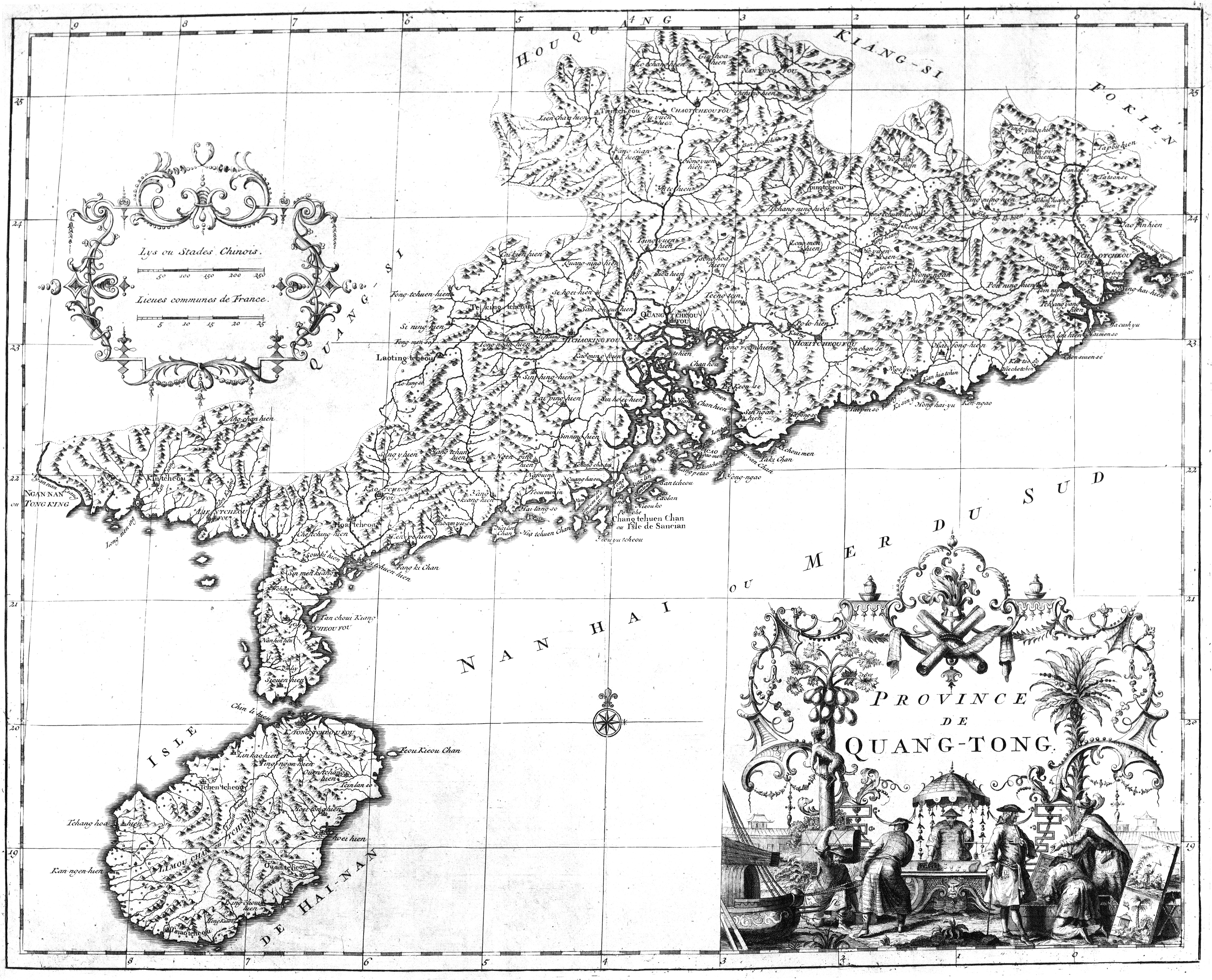
Bản đồ tỉnh Quảng Đông thế kỷ 18 của Anville Nouvel vẽ sông An Nam Giang (Ngan-nan Kiang) làm biên giới giữa Quảng Đông với Tong-King của An Nam (Ngan-nan, Việt Nam).
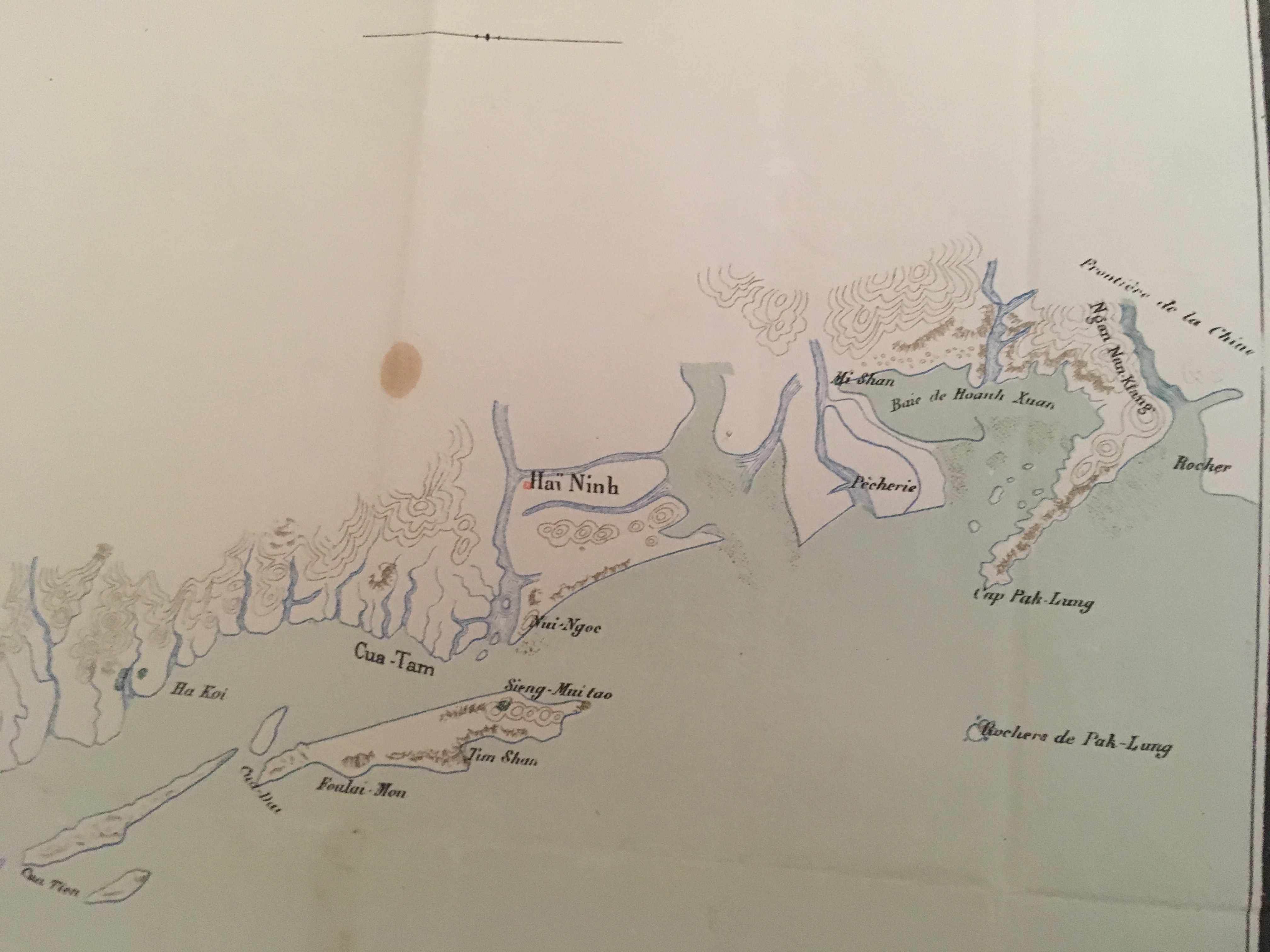
Biên giới Việt-Hoa trên bản đồ của Quân đội viễn chinh Pháp in năm 1885 vẫn ghi nhận biên giới là dòng An Nam Giang (Ngan Nan Kiang) và mũi Bạch Long Vĩ thuộc triều đình nhà Nguyễn
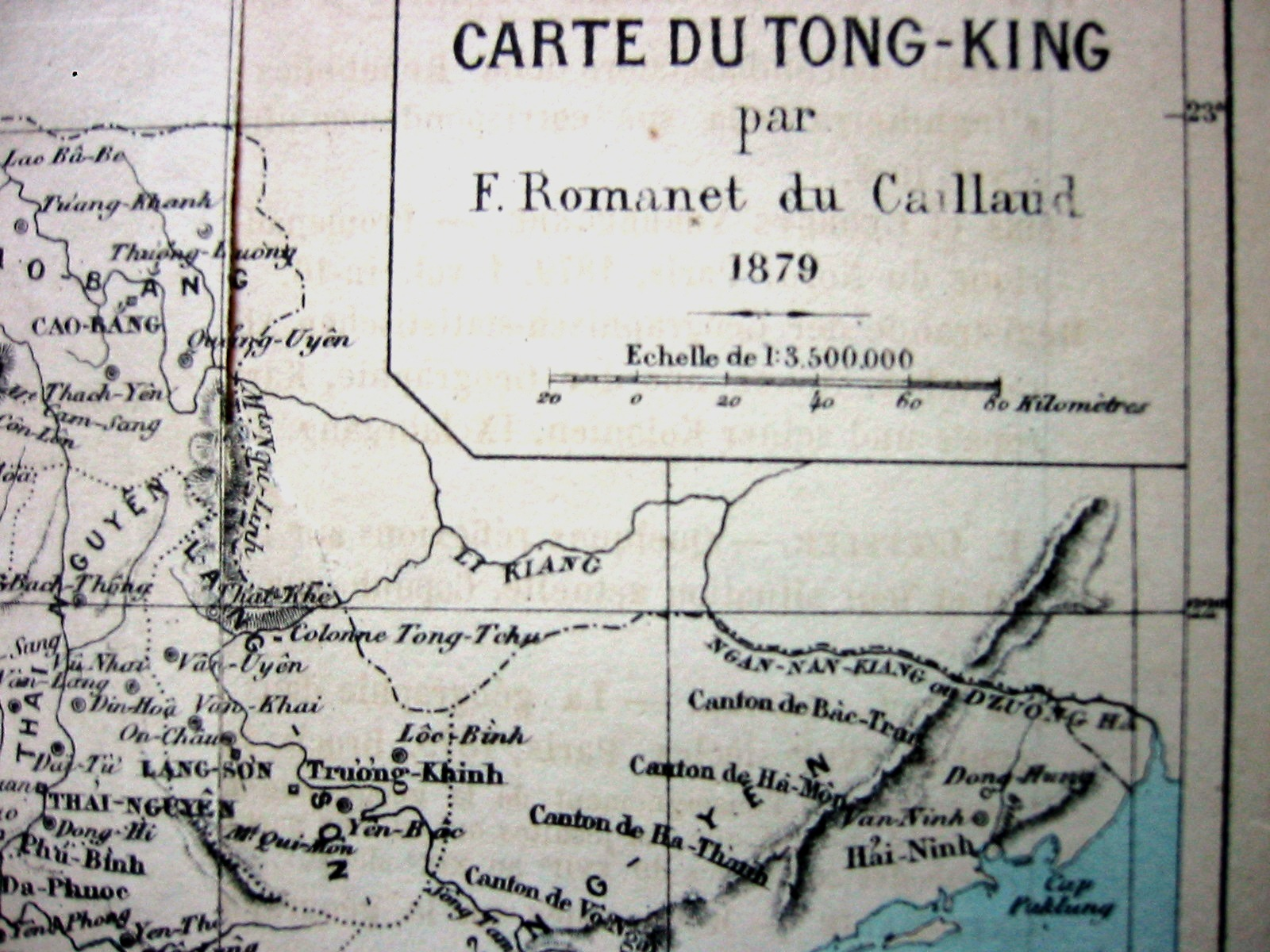
Bản đồ địa giới Bắc Kỳ năm 1879, tức tám năm trước Công ước Pháp Thanh lấy sông Dương Hà (sông An Nam Giang nay là Phòng Thành Giang chảy ra Phòng Thành Cảng) làm biên giới giữa tỉnh Quảng Yên và tỉnh Quảng Đông. Sau năm 1887 thì biên giới chuyển xuống phía nam, lấy cửa sông Bắc Luân (sông Ka Long) ở Hải Ninh (Móng Cái) làm địa giới
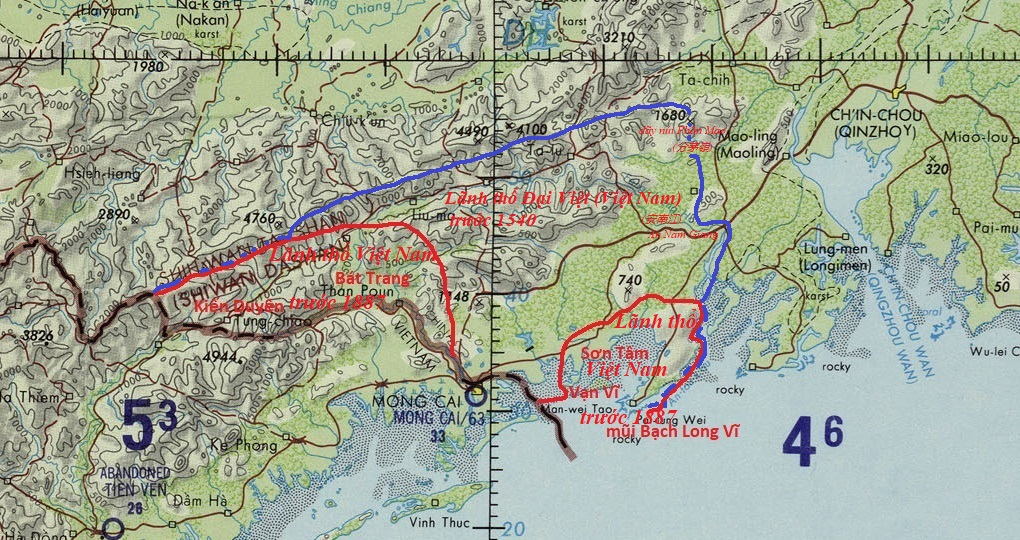
Biên giới phía đông bắc Việt Nam với Trung Quốc qua các thời kỳ phong kiến và hiện đại. Các vùng lãnh thổ đông bắc Việt Nam mất về Trung Quốc.Bản đồ thể hiện phần phía cực đông trên đất liền của: Biên giới Đại Việt (Việt Nam) - Trung Hoa trước năm 1540, Biên giới Đại Nam (Việt Nam) - Đại Thanh (Trung Quốc) trước năm 1887 và Biên giới Việt Nam - Trung Quốc ngày nay. Các vùng lãnh thổ đông bắc Việt Nam mất về Trung Quốc thời nhà Mạc (1540) và thời Pháp thuộc (1887).
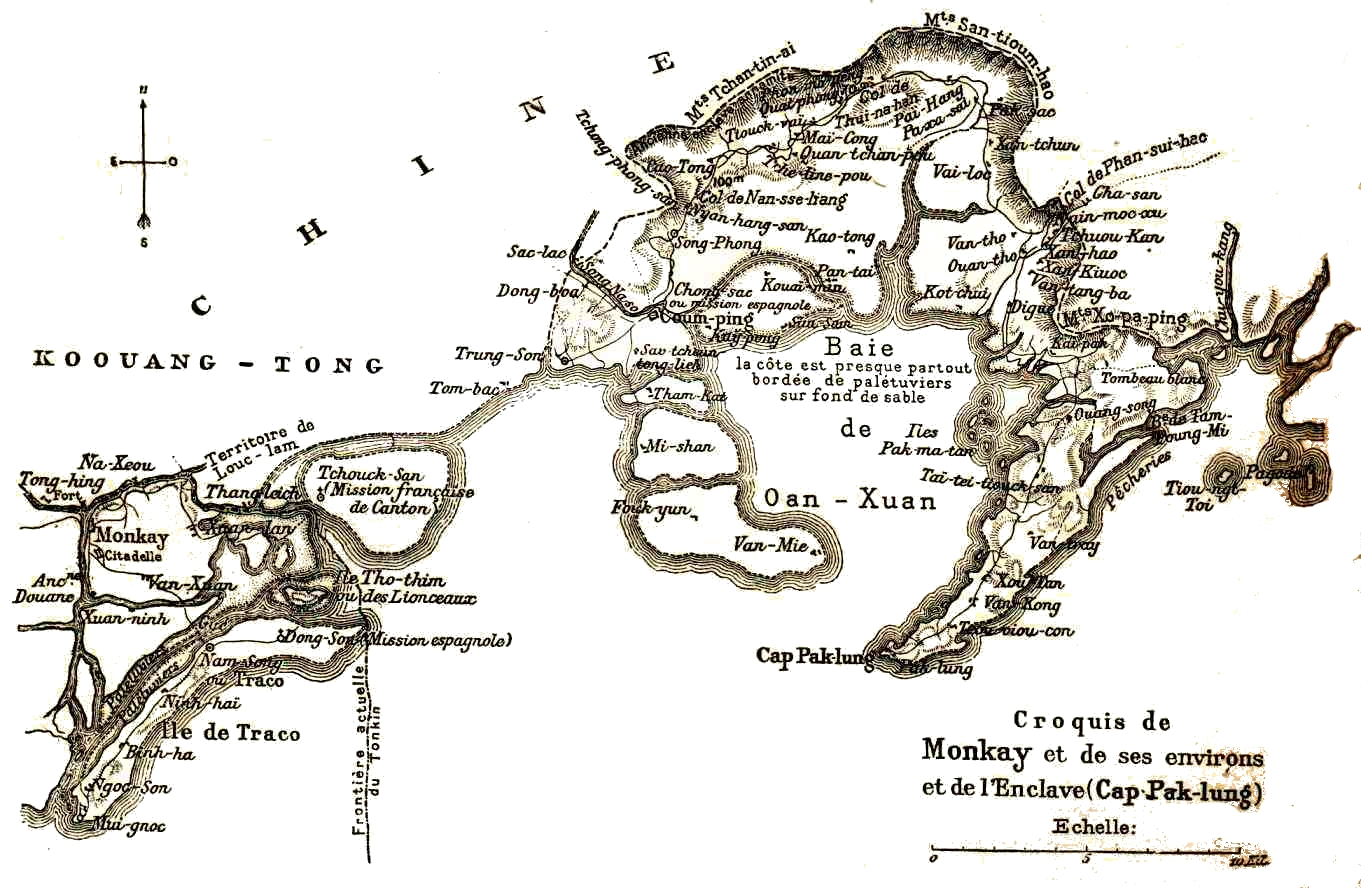
Mũi Bạch Long hay mũi Bạch Long Vĩ (Paklung) trên bản đồ 1888 bị cắt cho nhà Thanh